# Ngũ quân Đô đốc phủ
Ngũ quân Đô đốc phủ (chữ Hán: 五軍都督府, tiếng Anh: Five Chief Military Commissions) là một chiến lược quân sự bắt đầu từ triều Minh Trung Quốc và được áp dụng tại các triều đại Việt Nam sau này.  Chiến lược Ngũ quân Đô đốc phủ đặt 5 đơn vị quân sự, tức 5 phủ Đô đốc, chỉ huy quân đội trên toàn quốc.  Quyền chỉ huy tại mỗi phủ Đô đốc do 2 võ quan Tả, Hữu Đô đốc đồng đảm nhiệm.  Trong cơ cấu quan chế, quyền tổng chỉ huy quân đội do vua hoặc các vị quan đứng đầu như Thái úy nắm giữ, các Đô đốc là chức võ quan cao nhất với thực quyền thống binh trên toàn quốc.

## Lịch sử
Ngũ quân Đô đốc phủ được biết đến vào thời Minh, khi triều đình bãi ty Khu mật viện từ thời Nguyên trước đó, lập Đại đô đốc phủ, điều hành tất cả mọi việc quân sự toàn quốc.
Năm Hồng Vũ 13 (1380), triều đình đổi Đại đô đốc phủ làm Trung, Tả, Hữu, Tiền, Hậu ngũ quân đô đốc phủ, thống lĩnh quân đội toàn quốc.  Mỗi phủ Đô đốc do 2 võ quan Tả, Hữu Đô đốc đồng đảm nhiệm, trật Chánh nhất phẩm.  Ngũ quân Đô đốc phủ có quyền thống binh, nhưng không có quyền quân lệnh. Bộ Binh có quyền quân lệnh, nhưng không có quyền thống binh để chế ước nhau.  Bộ Binh đảm nhận nhiệm vụ trên phương diện hành chính như tuyển bổ, khảo xét, chăm lo trang bị, hậu cần. Khi có chiến tranh, các phủ đô đốc nắm quyền chỉ huy chiến thuật, bộ Binh giữ trách nhiệm xếp đặt quân ngũ và tham mưu những chiến thuật căn bản.
Tại Việt Nam, năm 1466, vua Lê Thánh Tông cải tổ hành chính lẫn quân sự toàn quốc, áp dụng phiên chế Ngũ quân Đô đốc phủ trên toàn quốc.  Các Tả Hữu Đô đốc triều Lê được ban trật Tòng nhất phẩm thay vì là Chánh nhất phẩm như thời Minh.
Phiên chế Ngũ quân Đô đốc phủ được tiếp tục áp dụng tại các triều Mạc đến hết thời chúa Trịnh.  Thời Trịnh-Nguyễn phân tranh,  phiên chế này được dùng tại Đàng Ngoài.  Tại Đàng Trong, phiên chế này không được áp dụng và thời này, chức Chưởng dinh là chức võ quan cao nhất.  Chức Đô đốc tại Đàng Trong chỉ dành riêng trong việc truy phong các tướng lĩnh hoặc trong 1 trường hợp đặc biệt, phong cho các trấn thủ họ Mạc tại Hà Tiên được toàn quyền thống lĩnh quân sự lẫn dân sự tại trấn này.
Trong thời chiến tranh Tây Sơn chúa Nguyễn, nhà Tây Sơn phong Đô đốc cho các võ quan cao cấp nhưng phiên chế Ngũ quân Đô đốc không được biết đến trong triều đại này.  Tại miền Nam Việt Nam, chúa Nguyễn Ánh lập phiên chế tương tự Ngũ quân Đô phủ với tên gọi Ngũ quân Đô thống, chia quân đội theo 5 đạo quân, gồm trung quân, tả quân, hữu quân, tiền quân, và hậu quân với chúa là vị Đại Nguyên Soái, thống lĩnh toàn bộ quân binh. Trong phiên chế mới này, mỗi phủ Đô đốc do 1 vị võ quan Đô thống đứng đầu.  Chức Đô thống thời này còn được biết qua các tên gọi Đô thống phủ Chưởng phủ sự, Đô thống phủ Đô thống hoặc ngắn gọn hơn theo tên các đạo quân như Hậu quân Võ Tánh, Tả quân Lê Văn Duyệt, Hữu quân Nguyễn Huỳnh Đức.
Thời Gia Long và những năm đầu thời Minh Mạng, các Đô thống phần lớn được triều đình giao chức Tổng trấn, đặc trách toàn quyền quân sự lẫn dân sự tại đơn vị hành chính thành (gồm nhiều trấn), với mỗi thành (Bắc thành và thành Gia Định) tương đương với miền Bắc và Nam tại Việt Nam ngày nay.  Từ Minh Mạng 2 Tân Mão 1831, chức Tổng trấn được bãi bỏ với cuộc cải tổ toàn diện về hành chính và quân sự. Quyền hạn các Đô thống lại được giới hạn trong quân sự, việc hành chính tại các tỉnh từ thời điểm này được chuyển giao cho các quan Tuần phủ hoặc Tổng đốc.

## Lưu ý
- Chức Đô đốc đã có từ thời Ngụy Tấn Nam Bắc triều nhưng phiên chế Ngũ quân Đô đốc phủ bắt đầu từ thời Minh
- Dùng danh từ Ngũ quân Đô phủ để gọi Ngũ quân Đô đốc phủ là sai.  Danh từ Đô riêng biệt còn có nghĩa là một đơn vị hành chính.  Tùy từng thời kỳ mà Đô được đặt hoặc xóa.  Từ Đô đốc là một danh từ chỉ riêng cho một chức võ quan cao cấp trong các triều đại xưa.  Ngũ quân Đô đốc phủ là 5 phủ (một đơn vị quân sự) Đô đốc, không liên quan đến Đô (đơn vị hành chính).